# Agutayán
Agutayan es un barrio rural (barangay) del municipio filipino de Balábac, en la provincia de Palawan, región MIMAROPA. Según el censo de 2020, tiene una población de 909 habitantes.

## Geografía
El municipio insular de Balábac se encuentra situado en el extremo meridional de la provincia. Lo forman la isla de Balábac y otras menores: Pandanán, Bugsuk, Bancalán, Ramos y de Mangsi.
Linda al norte con la isla de La Paragua, considerada continental; al sur con el estrecho de Balábac que lo separa de las islas de Balambangan y de Banguey (Banggi), adyacentes a la de Borneo y pertenecientes al estado de Sabah, en Malasia; al este con el mar de Joló; y al poniente con el mar del Oeste de Filipinas.
Este barrio, continental, ocupa el centro de la costa oeste de la isla de Balábac. Linda al norte con el barrio de Catagupán; al sur con el barrio de Rabor; al este con los barrios de Malaking Ilog y de  Indalauán; y al oeste con la mar, bahía de Catagupán, frente a los arrecifes coralinos denominados Grandes Arrecifes de Balábac.

## Historia
Balábac formaba parte de la provincia española de  Calamianes, una de las 35 del archipiélago filipino, en la parte llamada de Visayas. Pertenecía a la audiencia territorial y Capitanía General de Filipinas, y en lo espiritual a la diócesis de Cebú.
En 1858, la provincia de Calamianes fue dividida en dos provincias (Castilla, al norte, con Taytay como capital; y Asturias, en el sur, con Puerto Princesa como capital y los municipios de Aborlan, Narra, Quezón, Sofronio Española, Punta de Broke, Rizal y Bataraza) y la pequeña isla de Balábac, con su capital en Príncipe Alfonso, en honor del que luego sería el rey Alfonso XII, nacido en 1857.